# 1840年3月4日日食
1840年3月4日日食为一次在协调世界时1840年3月4日出現的日環食。該次日食食分為0.9995，食甚維持0分3秒。

## 概述
這次日食的食分是0.9995，環食維持0分3秒。

## 基本參數
- 類型：日環食
- 食甚資料：
  - 日期：1840年3月4日
  - 時間：3時58分22秒
  - 地點：31N 102E
  - 食分：0.9995
  - 日環食持續時間：0分3秒

## 外部連結
- NASA日食專頁（页面存档备份，存于）（英文）